# Wstrzyknięcie podspojówkowe
Wstrzyknięcie podspojówkowe (łac. iniectio subconiunctivalis) – sposób miejscowego podania leku okulistycznego w formie wstrzyknięcia.
Podawane w ten sposób leki docierają do tego samego poziomu co leki podawane miejscowo w kroplach, żelu lub maści (tj. do poziomu ciała rzęskowego), ale pozwalają na osiągnięcie wyższego stężenia leku w płynie komorowym. Lek dociera też do tęczówki i rogówki.
Wstrzyknięcie podspojówkowe stosuje się w przypadku konieczności uzyskania szybkiego i znacznego stężenia leku w przednim odcinku gałki ocznej. 
Wykonuje się je w pobliżu rąbka rogówki lub na obszarze dolnego sklepienia worka spojówkowego.
Można podawać w ten sposób m.in.: atropinę, adrenalinę, gentamycynę, kortykosteroidy.